# Lawrence Ein
Lawrence Man Hou Ein (né le 18 novembre 1955) est un mathématicien qui travaille en géométrie algébrique.

## Carrière
Lawrence Ein obtient en 1976 son baccalauréat à l'université de Californie à Los Angeles et en 1981 son Ph. D. à l'université de Californie à Berkeley sous la direction de Robin Hartshorne avec une thèse intitulée Stable vector bundles on projective spaces in char p > 0,,.
Pendant l'année universitaire 1981-1982, Ein est chercheur postdoctoral de l'American Mathematical Society à l'Institute for Advanced Study. De 1982 à 1984, il est C.L.E. Moore Instructor au Massachusetts Institute of Technology. Il devient ensuite professeur assistant (1984-1987), professeur associé (1987-1989), enfin professeur titulaire, le tout à l'université de l'Illinois à Chicago. Il est professeur invité à l'université de Hong Kong, à la UCLA, à l'université du Michigan, à l'université Harvard, à l'université de Nancy et au Mathematical Sciences Research Institute de Berkeley.
Ein est Sloan Fellow de 1986 à 1989. Il est conférencier invité au congrès international des mathématiciens en 2006 à Madrid. Il est élu membre de l'American Mathematical Society en 2012.
Une conférence en l'honneur de Lawrence Ein se tient en mai 2016 à l'université de l'Illinois à Chicago, à l'occasion de son 60e anniversaire.

## Publications (sélection)
- Lawrence Ein, « Hilbert schemes of smooth space curves », Annales scientifiques de l'École normale supérieure, vol. 19, no 4,‎ 1986, p. 469–478 (DOI 10.24033/asens.1513, lire en ligne)
- Aaron Bertram, Lawrence Ein et Robert Lazarsfeld, « Surjectivity of Gaussian maps for line bundles of large degree on curves », dans Algebraic geometry, Springer, coll. « Lecture Notes in Mathematics » (no 1479), 1991 (ISBN 978-3-540-54456-2, DOI 10.1007/BFb0086260), p. 15-25
- Aaron Bertram, Lawrence Ein et Robert Lazarsfeld, « Vanishing theorems, a theorem of Severi, and the equations defining projective varieties », Journal of the American Mathematical Society, vol. 4, no 3,‎ 1991, p. 587-602 (DOI 10.1090/S0894-0347-1991-1092845-5)
- Lawrence Ein et Robert Lazarsfeld, « Global generation of pluricanonical and adjoint linear series on smooth projective threefolds », J. Amer. Math. Soc., vol. 6, no 4,‎ 1993, p. 875-903 (DOI 10.1090/S0894-0347-1993-1207013-5)
- Lawrence Ein et Robert Lazarsfeld, « Singularities of theta divisors and the birational geometry of irregular varieties », J. Amer. Math. Soc., vol. 10,‎ 1997, p. 243–258 (DOI 10.1090/S0894-0347-97-00223-3)
- Jean-Pierre Demailly, Lawrence Ein et Robert Lazarsfeld, « A subadditivity property of multiplier ideals », Michigan Mathematical Journal, vol. 48 (numéro spécial),‎ 2000, p. 137-156 (zbMATH 1077.14516, arXiv math/0002035)
- Lawrence Ein, Robert Lazarsfeld et Karen E. Smith, « Uniform bounds and symbolic powers on smooth varieties », Inventiones Mathematicae, vol. 144, no 2,‎ 2001, p. 241–262 (DOI 10.1007/s002220100121, arXiv math/0005098, S2CID 14857907)
- Mauro C. Beltrametti, Fabrizio Catanese, Ciro Ciliberto, Antonio Lanteri et Pedrini (éditeurs), « Resolution of indeterminacy of pairs », dans Algebraic geometry, 2002 (ISBN 9783110198072), p. 165-177
- Lawrence Ein et Robert Lazarsfeld, « Asymptotic syzygies of algebraic varieties », Inventiones Mathematicae, vol. 190, no 3,‎ 2012, p. 603-646 (DOI 10.1007/s00222-012-0384-5, arXiv 1103.0483, S2CID 119329785)
- Lawrence Ein et Robert Lazarsfeld, « The gonality conjecture on syzygies of algebraic curves of large degree », Publications mathématiques de l'IHÉS, vol. 122, no 1,‎ 2015, p. 301-313 (DOI 10.1007/s10240-015-0072-2, arXiv 1407.4445, S2CID 119324291)
- Lawrence Ein, Robert Niu et Jinhyung Park, « Singularities and syzygies of secant varieties of nonsingular projective curves », Invent. Math., vol. 222, no 2,‎ 2020, p. 615-665 (zbMATH 1452.14028)